# CHASER
「CHASER」（チェイサー）は、OWVの1stアルバム。2021年10月13日にユニバーサルシグマから発売された。

## 解説
2021年8月1日開催の「OWV SUMMER LIVE 2021 -WIND-」にて発売が発表された、OWVの1stオリジナルアルバム。

OWVの1年の軌跡をテーマとし、シングル表題曲や1stライブで未発表曲として披露されていた「My flow」「PARTY」「Fifth Season」を含む全10曲が収められている。

表題曲の「CHASER」は「自分たちより前にいる人達を追いかけ、超えていく」、「夢を追い、勝利までリードする」という強い思いが込められた挑発的なトラックで、デビュー曲「UBA UBA」の下克上のマインドが踏襲されている。振り付けは世界的アーティストも担当するKeone Madridが手掛けた。

一方、悩みや葛藤を感じさせるR&B曲「Question」や、メインボーカルの浦野がラップを担当した「Slam Dog」など、今までのシングルではあまり見られなかった曲調にも挑戦している。

通常盤ジャケットは1stアルバムをアニバーサリーな場として捉えた“正装”をテーマとし、OWVらしく着崩した「攻撃的タキシード」で仕立てている。

## 収録曲
全形態共通
1. CHASER(3:27)
作詞：Anna Kusakawa/ 作曲：David Simon,Ken Berglund/ 編曲：Ken Berglund
2. UBA UBA(3:36)
作詞：GASHIMA from WHITE JAM/ 作曲：Kyler Niko, Geek Boy Al Swettenham, Mr Kamera/ 編曲：Geek Boy Al Swettenham, Mr Kamera
3. My flow(3:35)
作詞：GASHIMA from WHITE JAM/ 作曲：Willie Weeks,CR,SB,Stellajones/ 編曲：Willie Weeks
4. Get Away(3:07)
作詞：Lauren Kaori/ 作曲：Andy Love,David Amber/ 編曲：David Amber
5. Ready Set Go(3:24)
作詞：Funk Uchino/ 作曲：David Amber, Andy Love, K.Chozen/ 編曲：David Amber, K.Chozen
6. Slam Dog(3:27)
作詞：GASHIMA from WHITE JAM/ 作曲：Rasmus Gregersen,Daniel Michael Victor,Andreas Ringblom/ 編曲：Ralz,DMV,Andreas Ringblom
7. Roar(3:16)
作詞：Lauren Kaori/ 作曲：MLC,Gustav Mared/ 編曲：Gustav Mared for Hitfire Production
8. Question(3:31)
作詞：HIROMI/ 作曲：Daniel Kim,Jeremy G(Future Sound),Cage/ 編曲：Cage
9. PARTY(3:40)
作詞：Risa Horie/ 作曲：Scott Russell Stoddart,Mark Angelico Thomson/ 編曲：Scott Russell Stoddart
10. Fifth Season(3:23)
作詞：H.U.B./ 作曲：Skylike,Espen Fernando Aarvik,Siri Elton,Ermina Ibishi/ 編曲：Skylike

### 形態
- 初回フラッシュプライス盤-CDのみ[9]
- 初回限定盤 -CD＋Blu-ray(MV、パフォーマンスビデオ)[3]
- FC限定盤-CD＋Blu-ray(「1st Anniversary Live」from「OWV 1st Anniversary Talk & Live “AWAKE”」、「1st Anniversary Live」オーディオコメンタリー映像)[3]